# Conospermum coerulescens
Conospermum coerulescens (лат.) — кустарник, вид рода Коноспермум (Conospermum) семейства Протейные (Proteaceae), эндемик Западной Австралии.

## Ботаническое описание
Conospermum coerulescens — прямостоячий кустарник до 1 м высотой. Листья нитевидные до узколанцетных, 4-25 мм длиной, 0,4-1,5 мм шириной, восходящие, более или менее раскидистые, гладкие, слегка опушённые в основании. Соцветие — колос, в котором сгруппировано до 10 цветков; цветоносный побег 7-60 мм длиной, войлочный; прицветники от яйцевидных до округлых, 1,5-3 мм длиной, 1,5-3 мм шириной, голубые с реснитчатым краем и острой вершиной. Околоцветник от серо-синего до тёмно-синего цвета покрыт густыми спутанными пушистыми волосками; трубка длиной 1,5-3,5 мм покрыта густыми спутанными пушистыми волосками; верхняя губа яйцевидная, 3-4,6 мм длиной, 1,5-2,5 мм шириной, с закруглённой, острой, редко опушённой вершиной. Цветёт с июля по февраль синими цветками. Плод — орех 2-2,8 мм длиной, 1,8-2,4 мм шириной от жёлто-коричневого до оранжевого цвета мелкоопушённый; волоски по окружности 0,5-1,25 мм длиной, от кремового до оранжевого цвета; верхушка кремовая; центральный пучок длиной 1,2-1,8 мм, ржавого или оранжевого цвета.

## Таксономия
Впервые этот вид был описан в 1859 году немецким ботаником Фердинандом Мюллером в Fragmenta phytographiae Australiae по образцу, собранному у Солт-ривер близ Кейп-Ноб.
Признано три подвида:
- Conospermum coerulescens adpressum
- Conospermum coerulescens coerulescens
- Conospermum coerulescens dorrienii

## Распространение и местообитание
Conospermum coerulescens — эндемик юго-запада Западной Австралии. Вид широко распространён на юге Западной Австралии, особенно в районе Албани и хребта Стирлинг. Встречается на песчаных равнинах и невысоких холмах в Великих южных регионах Западной Австралии между Албани и Национальным парком Фицджеральд-Ривер, где растёт на песчаных или суглинистых почвах, часто поверх гравийного латерита.